# Якобсен, Ролф
Ролф Я́кобсен (норв. Rolf Jacobsen, 8 марта 1907 года, Кристиания — 20 февраля 1994 года, Хамар) — норвежский поэт и журналист, один из крупнейших лириков Норвегии. Дебютировал в 1933 году сборником стихотворений «Земля и железо» (норв. Jord og jern). После выхода сборника критики называли его «новым голосом нового времени», а саму книгу сочли первым в Норвегии сборником стихов в духе модернизма.
Якобсен работал журналистом во Флисе, а в 1941 году стал редактором газеты Kongsvinger Arbeiderblad. В 1945 году был осуждён за коллаборационизм. Лишь в 1949 году он смог найти работу помощником продавца в книжном магазине в Хамаре. В 1961 году он устроился журналистом в газету Hamar Stiftstidende, и его семья переехала жить в Хамар, в дом у железной дороги по адресу Скаппельсгате, 2, в котором поэт и прожил до конца жизни.
Лейтмотив поэзии Ролфа Якобсена — взаимоотношения между природой и техникой. Эту интерпретацию подтверждают как первые впечатления от дебютного сборника и его название — «Земля и железо» (норв. Jord og jern), так и собственная оценка Якобсеном своего творчества. Его творчество опирается на влечение к «новому», эстетике, духовным силам и возможности движения вперёд. Однако это воодушевление, как правило, носит поверхностный характер. «Городской лихорадочный ритм» беспокоит поэта своей чужеродностью.

## Биография
Ролф Якобсен родился 8 марта 1907 года в Кристиании в семье дантиста Мартина Юлиуса Якобсена (норв. Martin Julius Jacobsen, 1865—1944, обычно пользовался именем Юлиус) и медсестры Марие Якобсен (норв. Marie Jacobsen, урождённой Нильсен норв. Nilsen, 1880—1953). Через два года, в 1909 году, родился его младший брат Антон Мартин (норв. Anton Martin). В 1913 году семейство переехало в коммуну Оснес, в Флису, в связи с тем, что Юлиус Якобсен получил там место школьного стоматолога — одним из первых в стране. Братья частично обучались дома матерью, которая в 1898 году получила диплом младшего учителя.

### Учёба в Кристиании
В 13 лет Ролф Якобсен вернулся в Кристианию, чтобы пойти в среднюю школу, а затем в гимназию. В первый год обучения в средней школе он жил у сестры своей матери, Неттен (норв. Netten) и её мужа, инженера-железнодорожника и начальника государственной мостостроительной конторы Хермана Энгельсруда (норв. Herman Engelsrud). Даже спустя семьдесят лет он будет вспоминать, как копался в обширной дядиной коллекции книг о железной дороге и путешествиях.
В 1923 году Ролф поступил на классическое отделение гимназии в Фагерборге. Его родители, оставшиеся жить во Флисе, испытывали большие финансовые затруднения из-за рецессии, вызванной изменениями денежно-кредитной политики государства в том же году. В 1926 или 1927 году Юлиус потерял должность стоматолога в из-за безнадёжного экономического положения коммуны. Он попробовал заняться частной стоматологической практикой в Хуфе, но настали тяжёлые времена, и клиентов было мало. Тем не менее обоим братьям удалось закончить гимназию. Ролф сдал examen artium в 1926 году.
В этот период Ролф Якобсен проявляет интерес к Эддам, к поэзии Сигбьёрна Обстфеллера и Туре Эрьясетера. В последний год учёбы в гимназии на него произвела впечатление пьеса Карела Чапека R.U.R., поставленная в Det norske teatret. Также Ролф Якобсен проявил себя как сторонник ланнсмола. В 1925 году он стал редактором общенационального еженедельника «Норвежский гимназист» (норв. Norges Gymnasiaster).
Чтобы оплатить учёбу в университете Осло, Ролф Якобсен подрабатывал гардеробщиком. Он изучал богословие, историю, философию и норвежский язык, но никаких экзаменов не сдавал, кроме вступительных.
Ролф продолжил писать, и в 1928 году его первый рассказ напечатал «Иллюстрированный семейный журнал». Он опубликовал ещё несколько рассказов и стихотворений. Он также публиковал тексты шлягеров, пользуясь псевдонимом Ролф Хёвре (норв. Rolf Høvre). Он активно участвовал в деятельности Смешанного хора Христианской Ассоциации норвежских студентов и в формировании Академического хорового общества, в котором он занимал пост вице-председателя. В студенческие годы Якобсен начал политическую деятельность, став членом студенческой социалистической организации «Кларте».
Все эти годы финансовые проблемы семьи продолжались, отношения между Юлиусом и Марие становились всё напряжённее. В 1930 году Марие Якобсен уехала от мужа.

### «Земля и железо»
- «Земля и железо». Обложка первого издания. 1933

В сентябре 1932 года Ролф Якобсен отправил свой первый стихотворный сборник в издательство Gyldendal. Рабочим названием было «Начало» (норв. Begynnelsen). Месяц спустя Якобсен попал в больницу с сухим плевритом. Он немедленно заявил, что сборник должен выйти только в следующем году. Из больницы Ролф вышел только в январе. Окончательным названием книги стало «Земля и железо» (норв. Jord og jern).
Сборник «Земля и железо» был издан в 1933 году. Реакция критиков была благосклонной не только в Норвегии, но также в Швеции и Дании. Некоторые использовали эпитеты вроде «ошеломительно», и в итоге его нарекли «новым голосом нового времени». Вместе с живостью образов критики отметили футуристические тенденции и восхищение машинами. Ролф Якобсен дал интервью в связи с выходом книги, в котором упомянул в качестве источников своего вдохновения Старшую Эдду, Йоханнеса Йенсена и основоположников шведского модернизма Харри Мартинсона и Артура Лундквиста. Обозреватели отметили дихотомию между образами природы и современной техники, но подчеркнули современность стихов. Отличилось и издательство, дав книге необычную асимметрично оформленную обложку узкого формата из серебристого картона. В 1933 году издание вошло в десятку победителей конкурса «Самые красивые книги года». Новаторское оформление сборника вошло в историю норвежской типографики как образец графического функционализма. Обложка заняла почётное место на титульной странице вышедшего в 2002 году очерка об истории книжного дизайна в Норвегии Bokens ansikt.

Но «Земля и железо» — нечто большее, <…> вроде истории о Сотворении мира. Природа, изображённая мной — примитив: земля, динозавры, дождь, ледник. «Дождь — первое, что ощутилось на земле» — говорится в первом стихотворении сборника. Первая часть повествует о природе, породившей нас. Вторая — о том, к чему мы пришли, о технике — полярной противоположности природы.Оригинальный текст (норв.)Men Jord og jern er også noe mer, […] en slags skapelsesberetning. Den naturen jeg skildrer er den primitive: jorden, kjempeøglene, regnværet, isbreen. «Regn var det første sansene skjønte på jorden,» som det heter i det første diktet. At vi er sprunget ut av naturen, preger første del. Hva det er blitt til, teknikken, som en slags motpol, preger andre.— Ролф Якобсен в интервью газете Adresseavisen. 7 апреля 1978
Используя гонорар, полученный за изданный сборник, и задаток от издательства, Ролф Якобсен несколько месяцев провёл в поездках в Финляндию и в Берлин. Он сблизился с объединением «Мут Даг» и в 1934—1935 годах был его членом. В 1934 году Якобсен вернулся в Флису.

### Работа в Норвежской рабочей партии. Журналистская деятельность

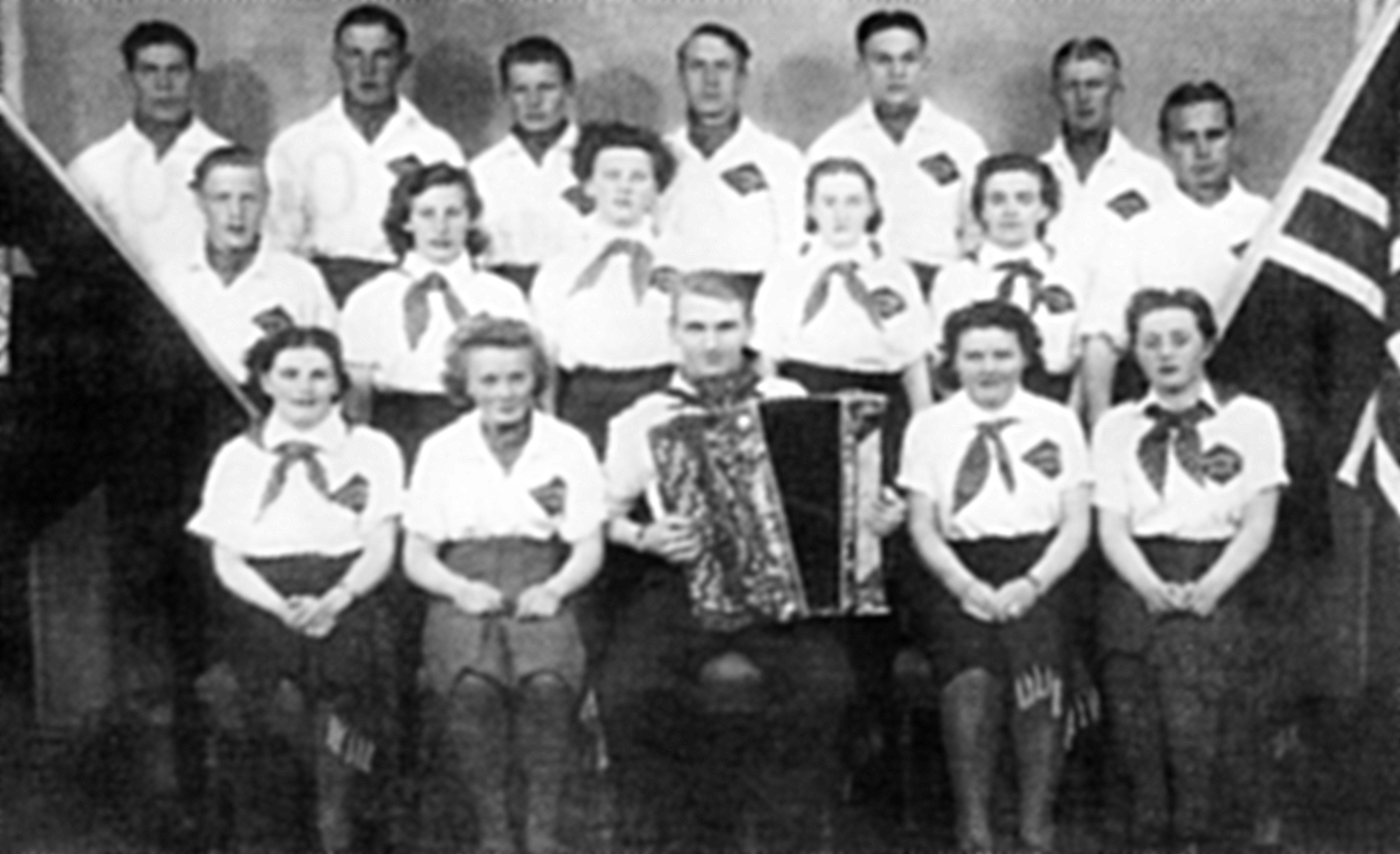
Коллектив одного из трамъенгов. Левангер, 1939

Следующий сборник стихов, «Пестрота жизни» (норв. Vrimmel), вышел в ноябре 1935 года. Обозреватели встретили книгу благосклонно, но без особых восторгов.
В том же году Ролф Якобсен вступил в Союз рабочей молодёжи Флисы, а в 1936 году возглавил его. Он организовал молодёжный политический театр-трамъенг (норв. tramgjeng). Для этой театральной формы характерно хоровое пение, а её название происходит от русской аббревиатуры ТРАМ — Театр рабочей молодёжи; такие театры стали возникать в Норвегии после посещения режиссёром Улавом Далгаром Международной олимпиады революционных театров, проходившей в мае — июне 1933 года в Москве. В ноябре 1936 года Якобсен возглавлял ячейку Рабочей молодёжной лиги в областях Сулёр и Одал. Его деятельность заметили в Норвежской рабочей партии. В 1937 году он возглавил отделение партии в Оснесе, был избран в окружной совет Оснеса в качестве парламентского лидера фракции. Он вошёл в состав партийного руководства, возглавив советы партии по социальным вопросам, по делам библиотек и по делам кинематографа, а также партийный страховой фонд.
В ноябре 1937 года Ролф Якобсен возглавил отделение газеты Glåmdalen во Флисе. Две маленькие комнатки конторы стали для него и офисом для партийной и журналистской работы, и квартирой. Его работа в газете также получила скорое признание. В декабре 1938 года редактор газеты Аксель Сакариассен публично признал единоличной заслугой Якобсена «то, что Kongsvinger Arbeiderblad и в посёлках верхнего Сулёра стал самой распространённой и влиятельной газетой» и охарактеризовал его как «не только блистательного автора, но и внимательного, вдумчивого журналиста».

### Начало Второй мировой войны
Весной 1940 года Ролф Якобсен, недовольный вялой позицией правительства Юхана Нюгорсволла в свете инцидента с «Альтмарком», оставил руководство Норвежской рабочей партией в Оснесе. Вскоре после немецкого вторжения, 16 октября 1940 года он подал заявку на вступление в партию Видкуна Квислинга «Национальное единение». Однако публично распространяться об этом он не стал.
Позднее Якобсен объяснял своё вступление в «Национальное единение» тем, что ощущал себя в тот момент «перед выбором между двумя предательствами». Он считал, что и Квислинг, и правительство Нюгорсволла нарушили Конституцию, а в Великобритании он всегда видел «опаснейшего врага рабочего класса». Якобсен оценил вероятность триумфа Германии в Западной Европе как высокую, и счёл, что «Национальное единение» «дало ценнейшую возможность сотрудничества с оккупационными силами, чтобы спасти то, что ещё может быть спасено».
Зимой того же года, 21 декабря, Ролф Якобсен женился на Петре Тендё. К тому моменту они встречались уже два года. Петра была дочерью мастера-портного Карла Юхана Тендё (норв. Carl Johan Tendø, 1874—1955) и Эммы Тендё, урождённой Кэйен (норв. Emma Køien, 1882—1951). Семья Тендё владела небольшим участком неподалёку от Скалбукилена (норв. Skalbukilen), в Финнскугене. Когда Петра и Ролф встретились, она работала горничной у почтмейстера в Флисе. В отличие от брака родителей Якобсена, их с Петрой союз был долгим и счастливым.

### Работа редактором вGlåmdalen

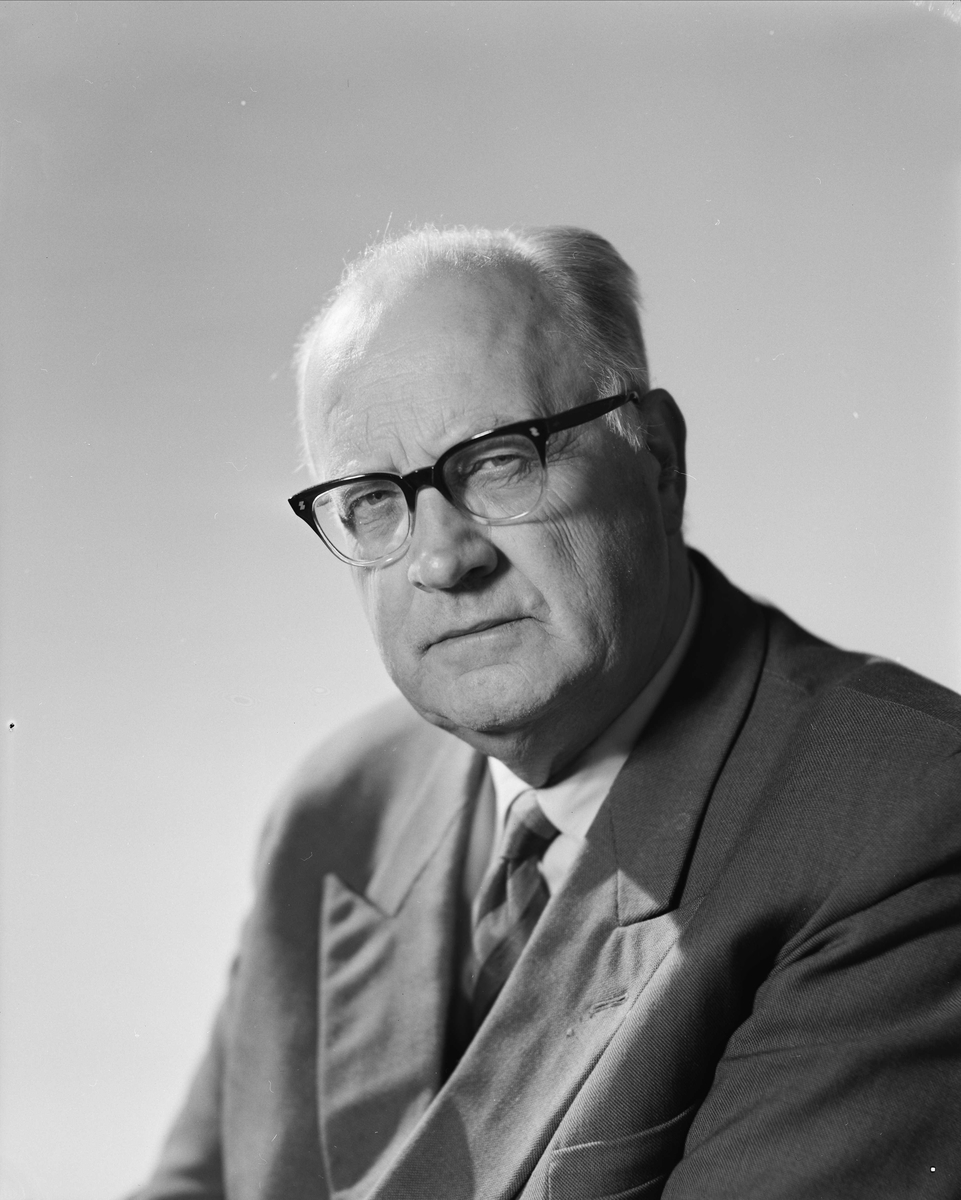
Сакариассен, Аксель. 1962

Шестого января 1941 года Ролф Якобсен занял пост редактора Kongsvinger Arbeiderblad (в 1943 году газета сменила название на Glåmdalen). Аксель Сакариассен в качестве редактора не устраивал директора по печати фюльке, и он настоял на прикреплении к нему политически подконтрольного соредактора. Ролф Якобсен пользовался доверием обеих сторон, в редакции газеты знали его как опытного газетчика, но были не в курсе его членства в «Национальном единении». Сам Якобсен этой должности не добивался и получил назначение по предложению редакции.
Ролф и Петра Якобсен переехали в Конгсвингер. Тринадцатого января Ролф заступил на должность. По его собственному утверждению, он сделал это, чтобы сохранить газету в годы войны. Против этого говорит то, что он проделал отличную работу, тиражи Glåmdalen возросли и он стал популярной местной газетой. В то же время партийный директор по печати продавливал всё более дружественные по отношению к Германии формулировки. В мае 1941 года Сакариассен уволился в знак протеста. Он был арестован 22 июня 1941 года в ходе облав, последовавших за немецким вторжением в Советский Союз. Вскоре его отправили в концентрационный лагерь Заксенхаузен.
Ярким пятном в этот тёмный период биографии Ролфа Якобсена стал момент, когда осенью 1941 года к нему обратился молодой лесоруб Ханс Бёрли и показал свои стихи. Якобсену они пришлись по душе, он напечатал некоторые из них в газете и поддержал молодого поэта.

В начале осени 1942 года у четы Якобсенов родился первый сын — Тронн Осмунн (норв. Trond Åsmund Tendø Jacobsen). В августе того же года Якобсен стал пропагандистом консвингерского отделения «Национального единения» — якобы для того, чтобы не допустить другого человека на пост, позволявший влиять на содержание газеты.

### Арест и гибель Антона Якобсена
Брат Ролфа Якобсена Антон поступил в Норвежский технологический институт, но вынужден был через некоторое время бросить его. В первые годы войны он был одним из совладельцев девелоперской фирмы, строившей казармы для немцев на аэродроме Вернес в Тронхейме. Одно время он был связан с группой Skylark B, передававшей шпионские радиограммы британской Секретной разведывательной службе. Гестапо удалось выследить группу осенью 1941 года, и 13 сентября Антон был арестован.
Ситуация не на шутку встревожила семью, это видно прежде всего из записок Юлиуса. Ролф смог навестить брата в крепости Акерсхус лишь однажды, в марте 1943 года. А в конце июля Антона отправили в концентрационный лагерь Нацвайлер в рамках директивы Гитлера «Ночь и туман», разрешавшей похищение антинацистов на оккупированных территориях. Он умер от дизентерии 15 января 1945 года в транзитном концлагере Грёдиц-Риза близ Дрездена.

### Последний год войны. Осуждение за коллаборационизм
С августа 1943 года Ролф Якобсен начал писать передовицы в Glåmdalen. Теперь он зашёл гораздо дальше в пропаганде нацистских взглядов. Лишь немногие из этих материалов поступали от оккупационных властей или из «Национального единения», в основном их добывал сам Якобсен.
В январе 1945 года родился второй сын Якобсенов — Бьёрн (норв. Bjørn Tendø Jacobsen). В ночь на 8 мая Ролф Якобсен в последний раз работал редактором газеты. На следующий день его арестовали.
Во время процесса по делу о государственной измене в августе 1946 года коллеги-газетчики отзывались о нём очень тепло. Защищал его и редактор Сакариассен. Все хвалили его работу в газете. И тогда, и позже многие не понимали, как он мог связаться с «Национальным единением» и нацистами, считали, что «это случайность», что «он просто оступился».
Первый пункт обвинения касался членства в «Национальном единении» и наличия Ролфа Якобсена в списках ответственных за пропаганду. Суд взял за основу ежемесячные отчёты Якобсена о проделанной пропагандистской работе, считая, что «их содержимое защите не понравится». Ко второму пункту прилагались два десятка написанных Якобсеном передовиц. Основная линия защиты Якобсена строилась на том, что его действия были обусловлены желанием спасти Glåmdalen как значимое для общества издание, а материалы для передовиц он печатал по приказу немцев или партии. При вынесении вердикта суд счёл смягчающим обстоятельством то, что «Ролф Якобсен принадлежал к умеренному крылу „Национального единения“ и не имел злого умысла». Суд также частично принял во внимание тот факт, что «он исходил из смешанных побуждений, в том числе стремился спасти… газету». Тем не менее он был осуждён на три с половиной года исправительных работ (за вычетом времени, уже проведённого в заключении) и десять лет ограничений в гражданских правах.
Свой срок Ролф Якобсен отбывал в основном на лесозаготовке. Из-за слабого здоровья его определили в повара. Он был освобождён досрочно 18 октября 1947 года с трёхлетним испытательным сроком.

### Работа в книжном магазине. Трудности с жильём

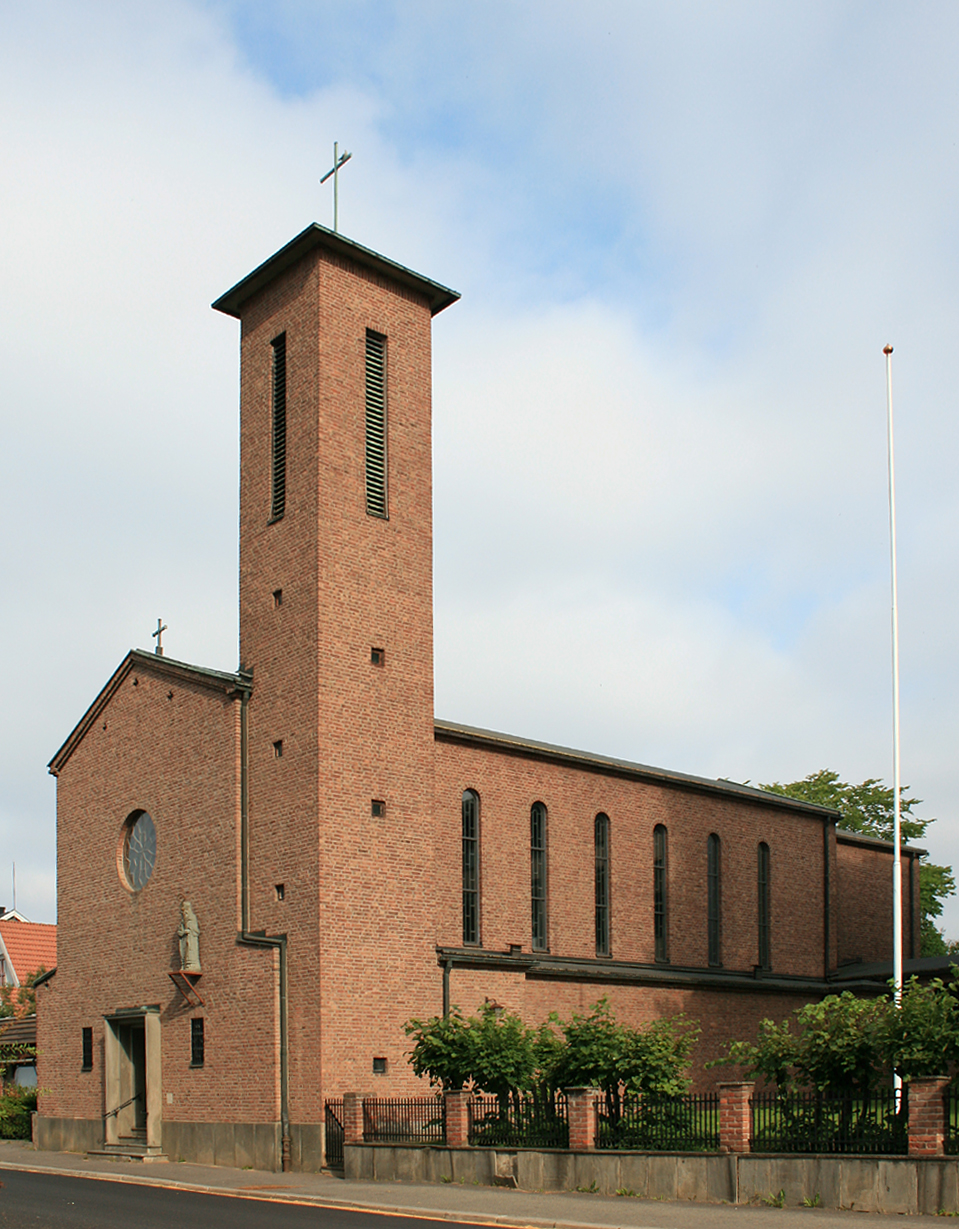
Церковь Св. Торфинна, в которой Ролф Якобсен принял католицизм в 1951 году

В течение нескольких последующих лет Ролф Якобсен имел огромные трудности с трудоустройством, за исключением коротких периодов, когда он работал на лесозаготовках или лесопосадках. После ареста Ролфа Петра открыла ателье, чтобы содержать детей; теперь же ей пришлось содержать ещё и мужа. В январе 1949 года ему, наконец, удалось устроиться помощником продавца в книжный магазин М. Гравдала (норв. M. Gravdahl) в Хамаре. Из-за послевоенного жилищного кризиса Якобсену не удалось раздобыть жильё для семьи. В течение трёх лет он жил в Хамаре в закутке при магазине, навещая семью в Конгсвингере каждый второй уикенд.
Отбывая наказание за коллаборационизм, Ролф Якобсен начал интересоваться религиозными вопросами и пришёл к заключению, что основные политические идеологии лишь копируют христианство. Дневники показывают, что он почти ежедневно читал Библию, однако Церковь Норвегии он считал чересчур убогой. В 1951 году он перешёл в католицизм. «Мне было не на что опереться», — скажет он в 1992 году. — «Я поболтал с тамошним священником (в церкви св. Торфинна), и он сказал, чтобы я оставался». Второго марта 1951 года он принял католичество в конгрегации Св. Торфинна.
В августе того же года, через 16 лет после выхода «Пестроты жизни», Якобсен наконец смог отправить рукопись своего третьего сборника в издательство Gyldendal Norsk Forlag. «Скорый поезд» (норв. Fjerntog) вышел три месяца спустя. Критики почти не заметили его, хотя некоторые обозреватели встретили сборник с энтузиазмом.
В 1952 году Ролф Якобсен нашёл дом в Несе, в Рингсакере, в котором семья смогла наконец воссоединиться. Но место работы Ролфа находилось на другой стороне озера Мьёса, и ему приходилось по несколько километров каждый день плавать туда и обратно на лодке.

### Признание. Работа вHamar Stiftstidende

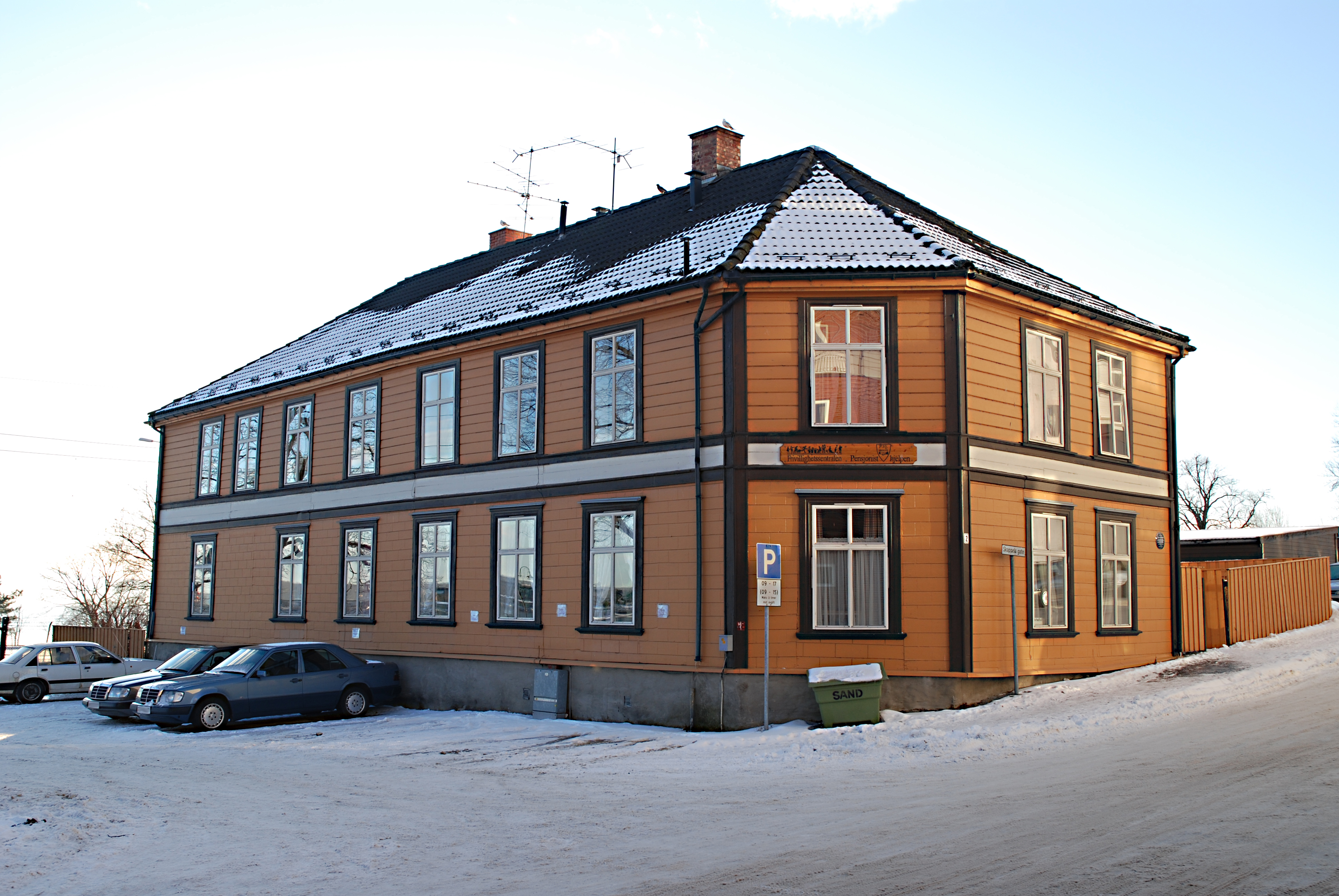
Дом на Абельсетгорден в Хамаре, в котором жил Ролф Якобсен

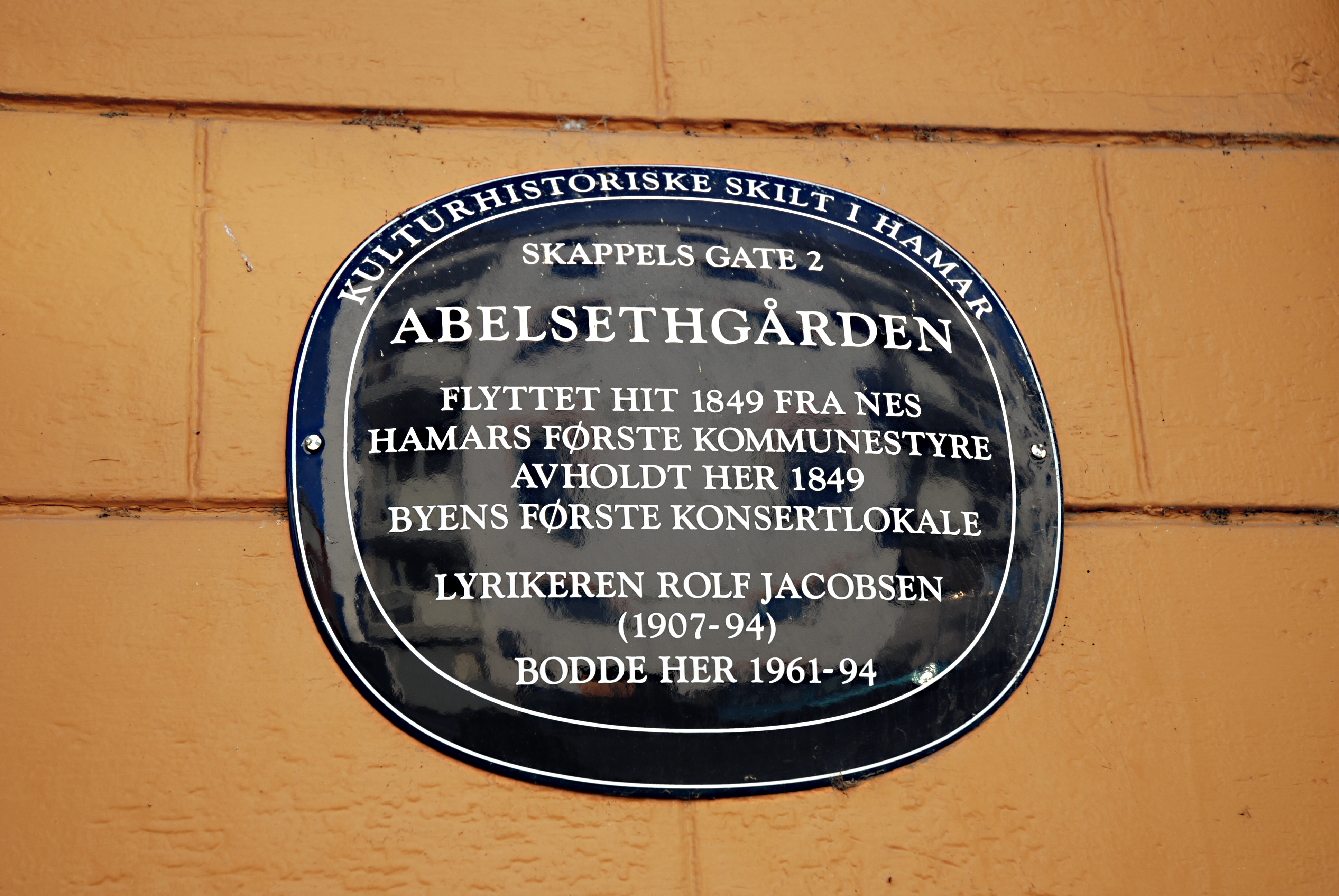
Памятная табличка на доме

В ноябре 1954 года вышел сборник стихов «Тайная жизнь» (норв. Hemmelig liv). Сам Ролф Якобсен позже назовёт его своим вторым прорывом. На этот раз критики были в восторге. Некоторые стихи вскоре попали в антологии. Стихотворение «Пейзаж с экскаваторами» (норв. Landskap med gravemaskiner) называли первой попыткой раскрытия «зелёной» темы в норвежской поэзии. Достижения Якобсена были отмечены государством, которое выделило ему трёхлетнюю рабочую стипендию.
Сборник «Лето в траве» (норв. Sommeren i gresset) вышел в 1956 году. В 1958 году Якобсен получил юбилейную стипендию издательства Gyldendal Norsk Forlag размером в 10 000 норвежских крон.
В эти годы Ролф Якобсен совершил ещё один прорыв, обретя новую аудиторию: его стихи прозвучали на радио NRK, писатель Карл Фредерик Прютс посвятил ему одну из своих передач.
Вышедший в 1960 году сборник «Письмо к свету» (норв. Brev til lyset) был отмечен премией Ассоциации норвежских критиков. Отзывы были смешанными. Бьёрн Нильсен подытожил в журнале Profil, что теперь тексты показывают зрелость поэта, силу его чувства природной гармонии; его язык «полон безмятежного покоя».
В 1961 году Ролф Якобсен возобновил газетную деятельность, устроившись журналистом в газету Hamar Stiftstidende. В октябре того же года семья Якобсенов переехала в дом на Скаппельсгате, 2, стоящий у железной дороги. Эта близость к железнодорожным путям и знание расписания Якобсеном в итоге стали важной частью окружавшей его мифологии.
В том же году государство назначило Ролфу Якобсену гарантированное жалованье. В 1963 году он снова получил трёхлетнюю стипендию от государства. Начиная с 1955 года Ролф и Петра много путешествовали по Европе — благодаря многочисленным премиям Ролф Якобсен мог отойти от дел, работая лишь несколько месяцев в году.
Сборник «Потом тишина» (норв. Stillheten efterpå) вышел в 1965 году. Он в некотором роде совершил третий прорыв. Сборник принёс автору литературную премию Общества риксмола, но гораздо важнее оказалось то, что книгу заметила молодёжь 1960-х. Новое поколение узнавало в сюжетах себя и находило в стихах социальную критику, которая «цепляла» их. Кроме того, это был первый сборник Якобсена, вызвавший неподдельный интерес за рубежом.
Начиная с 1967 года Ролф Якобсен работал в Hamar Stiftstidende помощником редактора и выпускающим редактором. В 1968 году он получил премию Доблоуга, а ещё через год после того, как его талант был оценён по достоинству в Европе, выпустил сборник «Заголовки» (англ. Headlines).
В 1969 году снова всплыли эпизоды биографии Ролфа Якобсена, связанные с периодом немецкой оккупации — впервые за достаточно долгое время. Это произошло в связи с вручением ему премии газеты Glåmdalen за вклад в культуру. Не все были согласны с этим. Сам Якобсен, казалось, сознательно или бессознательно искоренил все воспоминания о том времени. В последующих интервью он разъяснял, что и вступил-то в «Национальное единение» не то чтобы сознательно, а скорее автоматически, для галочки, просто чтобы продолжить редакторскую деятельность. Он получал готовые тексты передовиц и пускал их в печать по принуждению, стараясь смягчать. В отношении редактора Акселя Сакариассена, отправленного в Заксенхаузен, Ролф Якобсен в 1992 году заметил, что «не так уж он там и натерпелся» — Заксенхаузен был «умеренным» концлагерем.

### Популярность

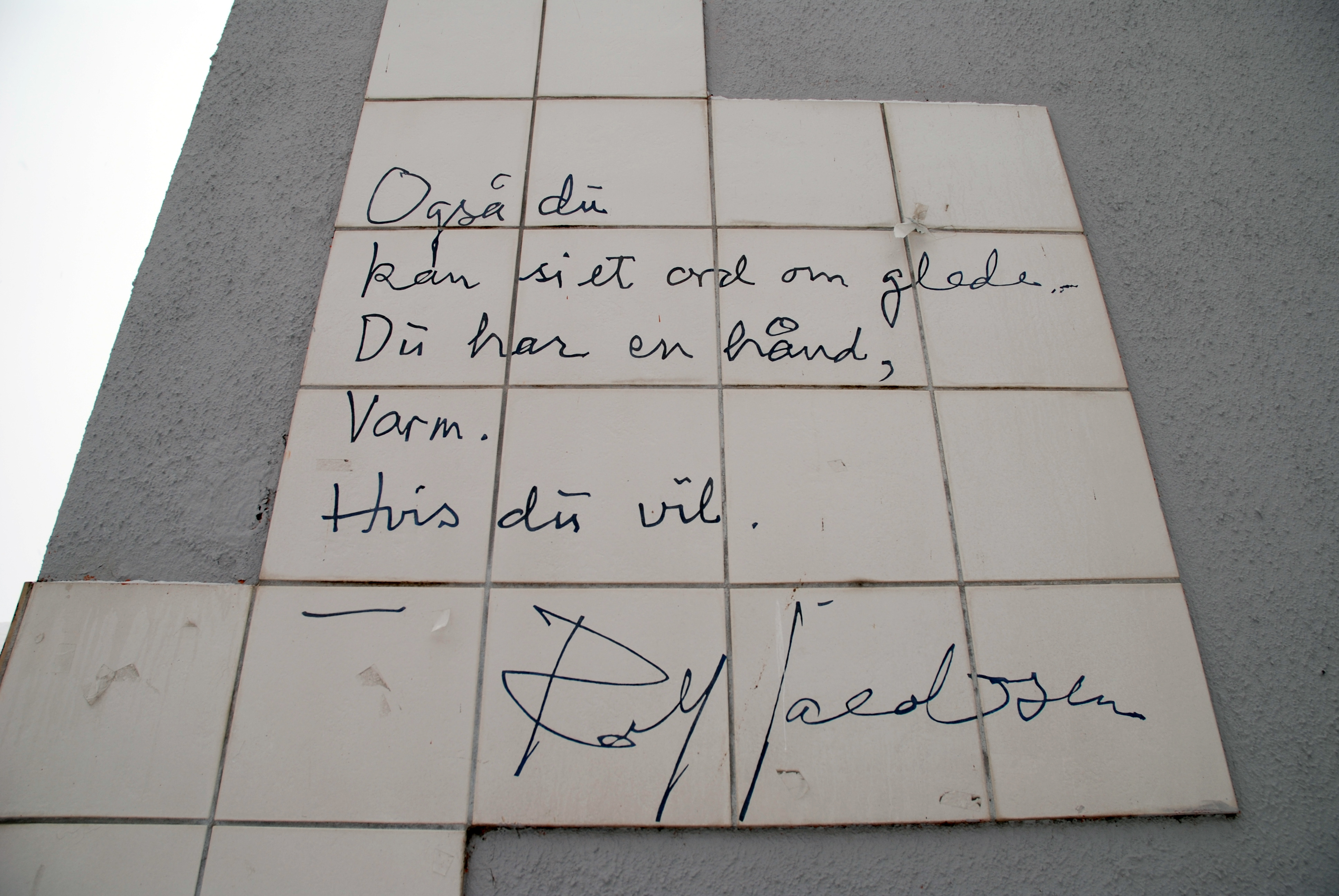
Стихотворение Ролфа Якобсена на Восточной площади в Хамаре

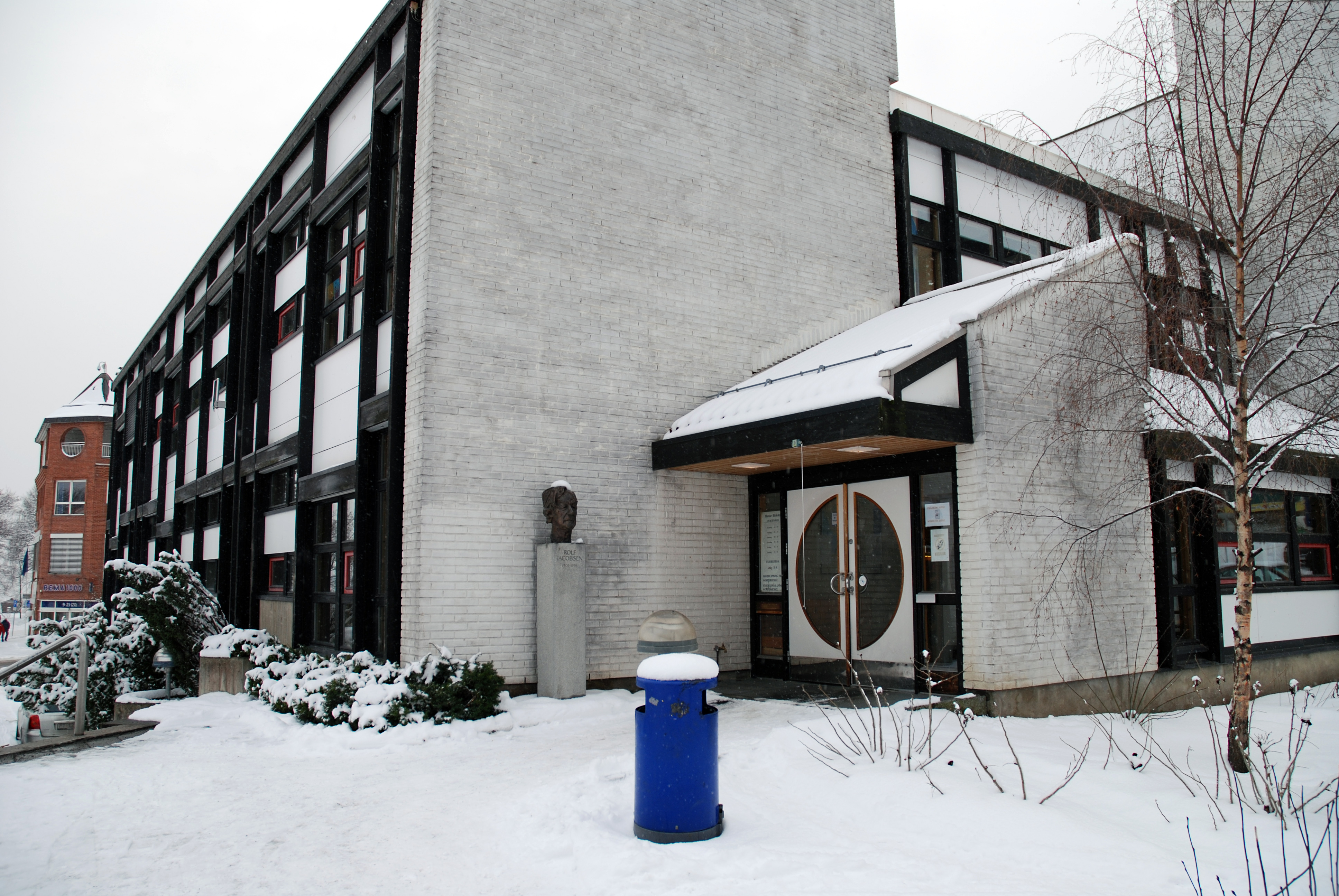
Бюст Ролфа Якобсена работы Ос, Нильс у входа в библиотеку Хамара

В канун 1972 года Ролф Якобсен уволился из редакции, а в октябре вышел новый сборник стихотворений — «Осторожно, двери закрываются» (норв. Pass for dørene — dørene lukkes). Некоторые обозреватели, включая Пола Брекке, восприняли его как в большей степени политический. Другие отметили более мрачный, пессимистичный тон в стихах.
Якобсен начинает приобретать популярность как чтец собственных стихов на радио и в записи. Он жил менее анонимно и замкнуто, чем раньше — давал интервью на телевидении, участвовал в различных чтениях, в том числе в совместных с Яном Эриком Воллом и Эгилем Капстадом турне. В 1974 году он был избран в члены Норвежской Академии языка и литературы. Сборник «Упражнения для дыхания» (норв. Pusteøvelse) вышел в 1975 году, и снова в стихах преобладала критика цивилизации. Ролф Якобсен шёл в ногу со временем.
К 70-летнему юбилею поэта в 1977 году были изданы сборник «Пустынная веранда» (норв. Den ensomme veranda), в который вошли стихи, написанные Якобсеном в разные периоды жизни, а также новое, переработанное издание «Избранных стихотворений» (норв. Samlede dikt). Но с выходом сборника «Думай о чём-нибудь другом» (норв. Tenk på noe annet) в 1979 году рецензенты утратили единодушие. Прослеживалась следующая тенденция: те, кто увлёкся стихами Якобсена из-за их политической составляющей, теперь считали их недостаточно радикальными. В то же время репутация Ролфа Якобсена за рубежом росла. К концу 1970-х его стихи были переведены на два десятка языков. Его приглашали на международные поэтические фестивали; участвовал он в них и в начале 1980-х.

### Последнее десятилетие
2 декабря 1983 года Петра Якобсен умерла от инфаркта миокарда. В течение двух последующих лет Ролф Якобсен работал над стихами, которые потом вошли в последний сборник поэта «Открыто допоздна» (норв. Nattåpent), вышедший в 1985 году. Критиков заинтересовала его вторая часть, состоящая из любовных стихотворений и элегий, посвящённых Петре. «Одни из красивейших стихотворений о любви во всей норвежской литературе» — писал Финн Юр в Aftenposten.
В последующие за выходом последнего сборника годы общественная деятельность уже немолодого Ролфа Якобсена не только не пошла на спад, но наоборот, набирала обороты. В 1988 году он написал сценарий для видеофильма об истории Хамара Du verden for en by… 1000 års Hamar-historie med Rolf Jacobsen som guide. Фильм вышел в 1990 году, Якобсен сам читал закадровый текст. Он принимал участие в защите окружающей среды региона и в 1989 году стал почётным членом хамарского отделения Норвежского общества охраны природы «Природа и юность» (норв. Natur og Ungdom). В 1991 году Якобсен, объединившись с несколькими другими деятелями культуры, вошёл в протестный список на муниципальных выборах.
В последний раз Ролф Якобсен появился на публике на Бьёрнсоновском фестивале в августе 1993 года. В связи с референдумом 1994 года о вступлении Норвегии в Евросоюз его стихотворение «Другая страна» (норв. Anderledeslandet) вошло в изданную группой «Нет ЕС» (норв. Nei til EU) антологию Lesebok 1994. Таким образом, одним из последних деяний Якобсена было введение концепции «другая страна», долгие годы продвигавшейся партией Центра в норвежской политике. Ролф Якобсен скончался из-за проблем с сердцем 20 февраля 1994 года.

### Стихи
- Jacobsen, Rolf. Jord og jern. — Oslo: Gyldendal, 1933. — 92 p.
- Jacobsen, Rolf. Vrimmel. — Oslo: Gyldendal, 1935. — 74 p.
- Jacobsen, Rolf. Fjerntog. — Oslo: Gyldendal, 1951. — 63 p.
- Jacobsen, Rolf. Hemmelig liv. — Oslo: Gyldendal, 1954. — 80 p.
- Jacobsen, Rolf. Sommeren i gresset. — Oslo: Gyldendal, 1956. — 61 p.
- Jacobsen, Rolf. Brev til lyset. — Oslo: Gyldendal, 1960. — 58 p.
- Jacobsen, Rolf. Stillheten efterpå… — Oslo: Gyldendal, 1965. — 49 p.
- Jacobsen, Rolf. Headlines. — Oslo: Gyldendal, 1969. — 38 p.
- Jacobsen, Rolf. Pass for dørene — dørene lukkes. — Oslo: Gyldendal, 1972. — 45 p. — ISBN 82-05-05552-1.
- Jacobsen, Rolf. Pusteøvelse. — Oslo: Gyldendal, 1975. — 55 p. — ISBN 82-05-08524-2.
- Jacobsen, Rolf. Den ensomme veranda og andre dikt. — Stabekk: Den norske bokklubben, 1977. — 82 p. — ISBN 82-52-50271-7.
- Jacobsen, Rolf. Tenk på noe annet. — Oslo: Gyldendal, 1979. — 98 p. — ISBN 82-05-11978-3.
- Jacobsen, Rolf. Nattåpent. — Oslo: Gyldendal, 1985. — 48 p. — ISBN 82-05-16487-8.
- Jacobsen, Rolf. Alle mine dikt / Ill. av Anne-Lise Knoff. — Oslo: Gyldendal, 1990. — 350 p. — ISBN 82-05-19165-4.
- Jacobsen, Rolf. Liv laga / Fotogr. Dag Hoel. — Oslo: Cappelen, 1991. — 89 p. — ISBN 82-02-13244-4.
- Jacobsen, Rolf. En liten kvast med tusenfryd og fire rare løk: ukjente dikt og tekster 1925-1993 / Red. av Hanne Lillebo. — Oslo: Gyldendal, 1996. — 155 p. — ISBN 82-05-23885-5.
- Jacobsen, Rolf. Samlede dikt. — Oslo: Gyldendal, 1999. — 438 p. — ISBN 82-05-26499-6.